# فيضان شمال شرق الولايات المتحدة عام 1936
كان فيضان شمال شرق الولايات المتحدة عام 1936 فيضانًا تاريخيًا حدث عبر شمال شرق الولايات المتحدة ، بالإضافة إلى منطقة وسط المحيط الأطلسي وأوهايو ، في مارس 1936. تسببت الفيضانات التي سجلت رقما قياسيا بعد مزيج من شتاء شديد الأمطار وكميات كبيرة من الأمطار في مارس في أضرار جسيمة في جميع أنحاء المنطقة. تم تسجيل ارتفاعات قياسية في العديد من الأنهار ، بما في ذلك نهر كونيتيكت ، والذي بلغ ذروته عند 37.6 قدم (11.5 م) في هارتفورد ونهر ميريماك ونهر بيميجواسيت ونهر أندروسكوجين. أدى الفيضان إلى ما يقدر بنحو 150 إلى 200 حالة وفاة في جميع أنحاء الشمال الشرقي ، ومئات الملايين من الدولارات في أضرار في عام 1936 دولار.: 2

## خلفية
كان شتاء 1935-1936 شديد البرودة ، وتساقطت الثلوج أكثر من المعتاد في الشمال الشرقي. عند حلول شهر مارس، بدأ هذا الثلج في الذوبان، إلى جانب درجات الحرارة الأكثر دفئًا، مما تسبب في ارتفاع منسوب المياه في الأنهار. وقد تفاقم هذا بسبب العديد من العواصف المطرية التي هطلت بغزارة ، والتي ضربت المنطقة مرة أخرى في أوائل إلى منتصف مارس. ضربت أولى العواصف هذه المنطقة بدءًا من 9 مارس، وارتبطت بجبهة دافئة توقفت فوق المنطقة. سقطت كميات كبيرة من الأمطار بمقادير تصل إلى 5 بوصة (130 مـم) في شمال نيو إنجلاند. وصلت عاصفة ثانية حوالي 18 مارس، مما أدى إلى هطول أمطار أكثر من سابقتها. سجلت Pinkham Notch في نيو هامبشاير 10 بوصة (250 مـم) من الأمطار بين 18 و 19 مارس. وصفت هيئة المسح الجيولوجي الأمريكية، في تقريرها عن الفيضانات في آذار / مارس 1936 بعبارات لا لبس فيها: «تشير أعماق هطول الأمطار إلى هذه الفترة باعتبارها واحدة من أكبر تركيزات هطولات الأمطار فيما يتعلق بوقت وحجم المنطقة المغطاة والتي سجلت في هذا البلد».: 1 

## الفيضان الأول
بدءًا من 12 مارس ، لوحظت فيضانات عبر الشمال الشرقي، من ولاية ماين إلى ولاية بنسلفانيا.تسببت الاختناقات الجليدية في العديد من الأنهار أضرار جسيمة بما في ذلك نهر هدسون. تم التأكد من مقتل عشرين شخصًا بسبب الفيضانات في 13 مارس. توقفت الفيضانات إلى حد ما بسبب التجمد الذي بدأ في 13 مارس.

## ماساتشوستس
تبلغ مساحة سد هوليوك 5,000 قدم مربع (460 م2) وتمزق قسم منه بسبب ازدحام الجليد.

## كونيتيكت
اعتبر «أسوأ فيضانات في ولاية كناتيكيت منذ سنوات» حيث حدثت أضرار جسيمة في روابط النقل والصناعات والمنازل على حد سواء. أبلغ كل من سكك حديد نيو هيفن وسكك حديد فيرمونت المركزية عن العديد من الانحرافات على طول مساراتهم ، بينما أخليت المنازل بعيدًا على طول نهر هوساتونيك الذي غمرته الفيضانات في الجزء الغربي من الولاية. في جميع أنحاء الولاية، صدرت أوامر بالإجلاء في المناطق المنخفضة بالقرب من الأنهار، مع إنقاذ بعض العائلات من منازلهم بواسطة قوارب التجديف.

## الطوفان الثاني
في أعقاب عاصفة 18 مارس مباشرة، بدأت فيضانات كارثية في كل ولاية في الشمال الشرقي ، حدثت فيضانات أيضًا في فرجينيا وماريلاند وديلاوير وواشنطن العاصمة ووست فرجينيا وأوهايو .: 2  امتلأت العديد من الأنهار بالجليد مما أدى إلى زيادة الضرر. دمرت اختناقات الجليد والجليد العائم العديد من الجسور وتسببت في أضرار للمباني في جميع أنحاء نيو إنجلاند، وخاصة في الولايات الواقعة في أقصى الشمال .: 14 بحلول بعد ظهر يوم 19 مارس / آذار ، أصبح أكثر من 200000 شخص بلا مأوى نتيجة للفيضان ، وارتفع العدد إلى 260.000 شخص يوم 21 مارس.
كاننهر كينبيك مسرحًا لفيضانات كبيرة، مما أدى إلى تدمير العديد من الجسور بسبب الجليد العائم.: 14 ازداد الضرر على طول نهري كينبيك وأندروسكوجين بسبب ازدحام الجليد. وبالمثل، تم تدمير ستة جسور على طول نهر ساكو بسبب الجليد.: 15  في المجموع ، أفادت لجنة الطرق السريعة بولاية مين أن 81 جسرًا على الطرق السريعة قد دمرت أو تعرضت لأضرار خطيرة بما يكفي لتتطلب إعادة البناء.: 15